# Тридесет осма изложба УЛУС-а (1964)
Тридесет осма изложба УЛУС-а (1964) је трајала од 4. до 24. децембра 1964. године. Одржана је у галеријском простору Удружења ликовних уметника Србије односно у Уметничком павиљону "Цвијета Зузорић", у Београду.

## Каталог
Каталог и плакат је израдио Едуард Степанчић.

## Излагачи

### Сликарство
Радови изложени од 4. до 10. децембра:
1. Анте Абрамовић
2. Мирољуб Алексић
3. Крста Андрејевић
4. Даница Антић
5. Милош Бајић
6. Боса Беложански
7. Маринко Бензон
8. Никола Бешевић
9. Олга Богдановић
10. Милан Божовић
11. Здравко Вајагић
12. Видоје Васић
13. Милена Велимировић
14. Душко Вијатов
15. Момчило Вујисић
16. Бошко Вукашиновић
17. Синиша Вуковић
18. Живан Вулић
19. Слободан Гавриловић
20. Никола Гвозденовић
21. Ратомир Глигоријевић
22. Александар Грбић
23. Бора Грујић
24. Мило Димитријевић
25. Милица Динић
26. Милан Ђокић
27. Заре Ђорђевић
28. Маша Живкова
29. Богољуб Ивковић
30. Бошко Илачевић
31. Ксенија Илијевић
32. Иван Јакобчић
33. Никола Јандријевић
34. Љубодраг Јанковић
35. Мара Јелесић
36. Александар Цибе Јеремић
37. Богољуб Јовановић
38. Гордана Јовановић
39. Вера Јосифовић
40. Богомил Карлаварис
41. Десанка Керечки
42. Божидар Ковачевић
43. Лиза Крижанић Марић
44. Јован Кукић
45. Боро Ликић
46. Светолик Лукић
47. Шана Лукић
48. Зоран Мандић
49. Мома Марковић
50. Душан Миловановић
51. Живорад Милошевић
52. Милан Миљковић
53. Саша Мишић
54. Душан Мишковић
55. Миша Младеновић
56. Петар Младеновић
57. Светислав Младеновић
58. Марклен Мосијенко
59. Муслим Мулићи

Радови изложени од 18. до 24. децембра:
1. Лепосава Ст. Павловић
2. Чедомир Павловић
3. Илија Пауновић
4. Јефто Перић
5. Градимир Петровић
6. Љубомир Петровић
7. Милорад Пешић
8. Татјана Поздњаков
9. Гордана Поповић
10. Мирко Почуча
11. Божа Продановић
12. Бата Протић
13. Божидар Раднић
14. Благота Радовић
15. Владимир Радовић
16. Југослав Радојичић
17. Милутин Радојичић
18. Ђуро Радоњић
19. Маријан Савиншек
20. Феђа Соретић
21. Слободан Сотиров
22. Димитрије Сретеновић
23. Бранко Станковић
24. Боривоје Стевановић
25. Милица Стевановић
26. Едуард Степанчић
27. Мирко Стефановић
28. Живко Стојсављевић
29. Тања Тарновска
30. Олга Тиран
31. Војислав Тодорић
32. Владислав Тодоровић
33. Дмитар Тривић
34. Стојан Трумић
35. Милорад Ћирић
36. Драган Ћирковић
37. Сабахадин Хоџић
38. Иван Цветко
39. Љубомир Цветковић
40. Бранислав Цепењор
41. Љубомир Цинцар-Јанковић
42. Глигор Чемерски
43. Катица Чешљар
44. Вера Чохаџић
45. Михајло Чумић
46. Зуко Џумхур
47. Томислав Шебековић
48. Мирјана Шипош
49. Кемал Ширбеговић
50. Милена Шотра

### Вајарство - Графика
Радови изложени од 11. до 17. децембра:
1. Градимир Алексић
2. Габор Алмаши
3. Никола Антов
4. Милан Бесарабић
5. Коста Богдановић
6. Ана Виђен
7. Милета Виторовић
8. Војислав Вујисић
9. Милија Глишић
10. Радмила Граовац
11. Миливој-Елим Грујић
12. Милорад Дамњановић
13. Емир Драгуљ
14. Даринка Ђорђевић
15. Војислав Јакић
16. Даница Кокановић
17. Љубомир Кокотовић
18. Антон Краљић
19. Стојан Лазић
20. Ото Лого
21. Милан Лукић
22. Милан Мартиновић
23. Вукосава Мијатовић
24. Бранко Миљуш
25. Живорад Михаиловић
26. Милија Нешић
27. Душан Николић
28. Мирослав Николић
29. Радивоје Павловић
30. Живка Пајић
31. Димитрије Парамендић
32. Мирослав Протић
33. Рајко Радовић
34. Ратимир Руварац
35. Мира Сандић
36. Сава Сандић
37. Славољуб Станковић
38. Живојин Стефановић
39. Љубица Тапавички
40. Халил Тиквеша
41. Милош Ћирић
42. Петар Убовић
43. Јосиф Хрдличка
44. Јелисавета Шобер Поповић